# Грушевидная квартика

Пять форм грушевидной квартики Из них фиолетовая - волчок, красная — квартика Бонне, синяя — с тройной вершиной

Грушеви́дная кварти́ка (англ. piriform quartic, от лат. pirum — плод груши и лат. quartus — четвёртый; англ. pear-shaped quartic; pear-shaped curve) — антигиперболизм окружности с полюсом на этой окружности и прямой, перпендикулярной диаметру окружности с концом на полюсе.
В декартовых координатах грушевидная квартика — это антигиперболизм окружности 
{\displaystyle (x-a)^{2}+y^{2}=a^{2}}
с радиусом {\displaystyle a} и полюсом в начале координат на окружности и прямой {\displaystyle x=b}, имеющий следующее уравнение:
{\displaystyle (x-a)^{2}+\left(b{\frac {y}{x}}\right)^{2}=a^{2},}
или
{\displaystyle x^{4}-2ax^{3}=-b^{2}y^{2};}
или
{\displaystyle y=\pm {\frac {x}{b}}{\sqrt {2ax-x^{2}}}.}
Полагают, что {\displaystyle a\neq 0} и {\displaystyle b\neq 0}:
- при {\displaystyle a=0} грушевидная квартика вырождается в точку {\displaystyle (0,\,0);}
- при {\displaystyle b=0} грушевидная квартика вырождается в две прямые {\displaystyle x=0} и {\displaystyle x=2a.}

Относится к плоским алгебраически кривым 4-го порядка.
Грушевидная квартика — это кривая, обладающая следующими простыми свойствами:
- ограниченная и замкнутая;
- связная;
- имеет одну особую точку — касп;
- имеет одну ось симметрии.

Базовая окружность есть гиперболизм грушевидной квартики.
Грушевидную квартику изучали английский математик Джон Валлис в 1685 году, французский математик Пьер Бонне в 1844 году и французский математик Гастон Сели-Лонгшан в 1886 году.

## Определения грушевидной квартики

### Определение и уравнение
Грушеви́дная кварти́ка (англ. piriform quartic; pear-shaped quartic; pear-shaped curve) — антигиперболизм окружности {\displaystyle (x-a)^{2}+y^{2}=a^{2}} радиуса {\displaystyle a} с началом координат на окружности и прямой {\displaystyle x=b}, перпендикулярной диаметру окружности с концом в начале координат, определяется следующим уравнением в декартовых координатах:
{\displaystyle x^{4}-2ax^{3}=-b^{2}y^{2}}
или
{\displaystyle y=\pm {\frac {x}{b}}{\sqrt {2ax-x^{2}}}.}
Синонимы:
- капля (англ. drop of water)[2];
- колышек (англ. peg-top)[1][2].

Грушевидная квартика — это кривая, обладающая следующими простыми свойствами:
- ограниченная и замкнутая;
- связная;
- имеет одну особую точку — касп;
- имеет одну ось симметрии.

Приведённое выше уравнение грушевидной квартики в декартовой системе координат
{\displaystyle x^{4}-2ax^{3}=-b^{2}y^{2}}
(с площадью {\displaystyle S={\frac {\pi a^{3}}{b}}} области, ограниченной грушевидной квартикой)
может быть записано по-другому:
- в виде следующего канонического уравнения эллипса[2]:

{\displaystyle {\frac {(x-a)^{2}}{a^{2}}}+{\frac {y^{2}}{x^{2}}}=1}
или
{\displaystyle {\frac {(x-b)^{2}}{b^{2}}}+{\frac {y^{2}}{x^{2}}}=1,}
где {\displaystyle a=b} (и площадью {\displaystyle S=\pi a^{2}} кривой);
- в сокращённой форме[2][7][6]:

{\displaystyle x^{4}-dx^{3}=-b^{2}y^{2},}
где {\displaystyle d=2a} — диаметр базовой окружности антигиперболизма (и площадь {\displaystyle S={\frac {\pi d}{8b}}} кривой);
- в очень сокращённой форме[1]:

{\displaystyle x^{4}-x^{3}=-y^{2},}
где {\displaystyle 2a=b=1} (и площадь {\displaystyle S={\frac {\pi }{8}}} кривой);
- с изменённым параметром {\displaystyle b={\frac {a^{2}}{p}}} (и площадью {\displaystyle S=\pi ap\;} кривой, которая совпадает с площадью эллипса с полуосями {\displaystyle a} и {\displaystyle p}[3]), теперь параметр {\displaystyle a} масштабирует кривую вдоль оси симметрии[5][3]:

{\displaystyle p^{2}x^{3}(2a-x)=a^{4}y^{2}.}
Все уравнения, рассмотренные выше, имеют горизонтальную ось симметрии (совпадающую с оью абсцисс) и касп, расположенный слева при {\displaystyle a>0.} Но касп можно расположить на графике и справа, записав уравнение грушевидной квартики в следующей форме при {\displaystyle a>0\!:}
{\displaystyle x^{4}+2ax^{3}=-b^{2}y^{2}.}
У всех уравнений, рассмотренные выше, ось симметрии совпадает с осью абсцисс. У следующих уравнений ось симметрии грушевидной квартики совпадает с осью ординат:
- касп расположен внизу при {\displaystyle a>0}:

{\displaystyle y^{4}-2ay^{3}=-b^{2}x^{2};}
- касп расположен вверху при {\displaystyle a>0}:

{\displaystyle y^{4}+2ay^{3}=-b^{2}x^{2}.}

### Частные случаи
Антиверзиера — частный случай грушевидной квартики при {\displaystyle b=2a} со следующим уравнением:
{\displaystyle x^{4}-2ax^{3}=-4a^{2}y^{2}.}
При обобщении антиверзиеры до грушевидной квартики её уравнение записывают в следующем виде:
{\displaystyle x^{4}-2ax^{3}=-4{\frac {a^{4}}{b^{2}}}y^{2}.}

Волчок, или юла — частный случай грушевидной квартики при {\displaystyle b=a} со следующим уравнением:
{\displaystyle x^{4}-2ax^{3}=-a^{2}4y^{2}.}

Жемчужная кривая четвёртого порядка — название двух разных кривых, одна из которых — частный случай грушевидной квартики при {\displaystyle b=2a,} со следующими уравнениями:
{\displaystyle x^{4}-2ax^{3}=-4a^{2}y^{2},}
{\displaystyle x^{4}-2ax^{3}=-y^{4}.}
Жемчужная кривая четвёртого порядка обычно имеет форму с осью симметрии, параллельной оси ординат:
{\displaystyle y^{4}-2ay^{3}=-4a^{2}x^{2},}
{\displaystyle y^{4}-2ay^{3}=-x^{4}.}

Квартика Бонне — частный случай грушевидной квартики при {\displaystyle b=2a} со следующим уравнением:
{\displaystyle x^{4}-2ax^{3}=-4a^{2}y^{2}.}

### Вывод уравнения и геометрическое построение
Получить грушевидную квартику {\displaystyle F(X,Y)} путём антигиперболизма {\displaystyle Y={\frac {xy}{b}},} {\displaystyle X=x} базовой окружности {\displaystyle (x-a)^{2}+y^{2}=a^{2}} радиуса {\displaystyle a} с началом координат на этой окружности и базовой прямой {\displaystyle x=b}, перпендикулярной диаметру окружности с концом в начале координат можно двумя способами:
- исходя из уравнения базовой окружности:

{\displaystyle (x-a)^{2}+y^{2}=a^{2},}
{\displaystyle (x-a)^{2}+\left({\frac {bY}{x}}\right)^{2}=a^{2},}
{\displaystyle X^{4}-2aX^{3}=-b^{2}Y^{2};}
- исходя из преобразования антигиперболизма:

{\displaystyle Y={\frac {xy}{b}},}
{\displaystyle Y^{2}={\frac {x^{2}}{b^{2}}}y^{2},}
{\displaystyle b^{2}Y^{2}=x^{2}(a^{2}-(x-a)^{2}),}
{\displaystyle X^{4}-2aX^{3}=-b^{2}Y^{2}.}
Получаем, что преобразование антигиперболизма окружности:
- сохраняет абсциссу {\displaystyle x;}
- изменяет ординату {\displaystyle y} пропорционально абсциссе и ординате с постоянным коэффициентом {\displaystyle {\frac {1}{b}}.}

Геометрическое построение красной точки грушевидной квартики

Выясним роль базовых окружности и прямой, построив грушевидную квартику геометрически (см. рисунок справа):
- выберем внутри диаметра базовой окружности произвольную точку с абсциссой {\displaystyle x'}, которая будет также и абсциссой грушевидной квартики;
- проведём прямую {\displaystyle x=x'}, которая пересечётся с базовой окружностью в точке {\displaystyle P''=(x',\,y'),\,} на которой будет расположена точка грушевидной квартики;
- проведём базовую прямую {\displaystyle x=b};
- проведём прямую {\displaystyle y=y'}, которая пересечётся с базовой прямой {\displaystyle x=b} в точке {\displaystyle P'=(b,\,y')};
- проведём прямую через начало координат и точку {\displaystyle P'}, которая пересечётся с прямой {\displaystyle x=x'} в точке {\displaystyle P} — точке грушевидной квартики.

Получим уравнение грушевидной квартики в декартовых координатах, исходя из её геометрического построения:
- пусть уравнение прямой {\displaystyle (P',\,P)} есть

{\displaystyle y=mx},
где {\displaystyle m} — некоторый угловой коэффициент, тогда декартовы координаты точки грушевидной квартики будут
{\displaystyle (x',\,mx')=(x',\,y');}
- координата точки {\displaystyle P'} будет {\displaystyle (b,\,mb),} а точки {\displaystyle P''} — {\displaystyle (x',\,mb);}
- поскольку точка {\displaystyle P''} лежит на базовой окружности, то

{\displaystyle m^{2}b^{2}=-x'^{2}+2ax'}
{\displaystyle b^{2}y'^{2}=b^{2}m^{2}x'^{2}=-x'^{4}+2ax'^{3},}
а поскольку {\displaystyle x'} — произвольная точка, окончательно получаем уравнение грушевидной квартики в виде 
{\displaystyle X^{4}-2aX^{3}=-b^{2}Y^{2}.}
Из подобных треугольников 0x'P и 0bP' этого геометрического построения также можно получить уравнения преобразования антигиперболизма, которое зависит только от базовой прямой {\displaystyle x=b} и не зависит от базовой кривой:
{\displaystyle {\frac {Y'}{y'}}={\frac {x'}{b}},} {\displaystyle X'=x',}
{\displaystyle Y={\frac {xy}{b}},} {\displaystyle X=x.}
Базовая окружность есть гиперболизм грушевидной квартики.

### Уравнение в других координатных системах
Для перевода уравнения кривой из декартовой {\displaystyle (x,\,y)} в полярную систему координат {\displaystyle (r,\,\varphi )} (и обратно) используют соотношения
{\displaystyle x=r\cos \varphi ,\,} {\displaystyle y=r\sin \varphi ,\,} {\displaystyle x^{2}+y^{2}=r^{2},}
поэтому полярное уравнение грушевидной квартики будет следующим:
{\displaystyle x^{4}-2ax^{3}=-b^{2}y^{2},}
{\displaystyle (r\cos \varphi )^{4}-2a(r\cos \varphi )^{3}=-b^{2}(r\sin \varphi )^{2},}
{\displaystyle b^{2}\sin ^{2}\varphi +r^{2}\cos ^{4}\varphi -2ar\cos ^{3}\varphi =0.}
В параметрическом виде уравнение грушевидной квартики на вещественной декартовой плоскости
{\displaystyle x^{4}-2ax^{3}=-b^{2}y^{2}}
может быть таким:
{\displaystyle x=a(1+\sin t),}
{\displaystyle by=a^{2}(1+\sin t)\cos t,}
где {\displaystyle t={\frac {\pi }{2}}-2\varphi ,}
или таким:
{\displaystyle x=2a\cos ^{2}t=a(1+\cos u),}
{\displaystyle by=4a^{2}\cos ^{3}t\sin t={\frac {a^{2}}{2}}(\sin {2u}+2\sin u),}
где {\displaystyle 2t=2\varphi =u.}

## Виды грушевидных квартик
В этом разделе грушевидные квартики определяются уравнением 
{\displaystyle x^{4}-2ax^{3}=-b^{2}y^{2}.}

### Пересечение с осями и экстремумы

Отмечены касп, правая вершина и точки максимума и минимума

Произвольная грушевидная квартика пересекается с осями декартовых координат в следующих точках (см. рисунок справа):
- с осью абсцисс {\displaystyle x=0} в точках {\displaystyle (0,\,0)} и {\displaystyle (2a,\,0);}
- с осью ординат {\displaystyle y=0} в точке {\displaystyle (0,\,0);}
- в точке {\displaystyle (0,\,0)} находится касп грушевидной квартики с касательной {\displaystyle y=0} — осью абсцисс[7];
- в точке {\displaystyle (2a,\,0)} на оси симметрии находится вершина грушевидной квартики[7];

Декартовы координаты точек произвольной грушевидной квартики ограничены следующими неравенствами (см. рисунок справа):
- {\displaystyle 0\leqslant x\leqslant 2a,} крайняя левая точка {\displaystyle (0,\,0)} и крайняя правая {\displaystyle (2a,\,0);}
- {\displaystyle -{\frac {a^{2}}{4b}}3{\sqrt {3}}\leqslant y\leqslant {\frac {a^{2}}{4b}}3{\sqrt {3}},} минимум кривой {\displaystyle \left({\frac {3}{2}}a,\,-{\frac {a^{2}}{4b}}3{\sqrt {3}}\right)} и максимум {\displaystyle \left({\frac {3}{2}}a,\,{\frac {a^{2}}{4b}}3{\sqrt {3}}\right);}
- экстремальные точки грушевидной квартики лежат на прямой {\displaystyle x={\frac {3}{4}}a,} их иногда неправильно называют вершинами[7].

### Точки перегиба

Отмечены касп, правая вершина и точки перегиба

Вычислим вторую производную функции, задающей грушевидную квартику:
{\displaystyle y={\frac {x{\sqrt {x}}}{b}}{\sqrt {2a-x}},}
{\displaystyle {\frac {dy}{dx}}={\frac {\sqrt {x}}{b}}{\frac {3a-2x}{\sqrt {2a-x}}},}
{\displaystyle {\frac {d^{2}y}{d^{2}x}}={\frac {2x^{2}-6ax+3a^{2}}{b{\sqrt {x}}\left({\sqrt {2a-x}}\right)^{3}}}=}
{\displaystyle ={\frac {a(3a-2x)-2x(2a-x)}{b{\sqrt {x}}\left({\sqrt {2a-x}}\right)^{3}}}.}
В точке перегиба вторая производная функции меняет знак, то есть необходимое условие точки перегиба — равенство нулю второй производной функции (а заодно и кривизны кривой). Другими словами, точки перегиба суть решение следующей системы уравнений:
{\displaystyle \left\{{\begin{array}{lll}\displaystyle {\frac {d^{2}y}{d^{2}x}}=0,\\0\leqslant x\leqslant 2a.\end{array}}\right.}
Получаем следующие точки перегиба грушевидной квартики (см. рисунок справа):
{\displaystyle \left(a{\frac {3-{\sqrt {3}}}{2}},\,{\frac {a^{2}}{2b}}{\sqrt {6{\sqrt {3}}-9}}\right),}
лежащие на прямой {\displaystyle x=a{\frac {3-{\sqrt {3}}}{2}}.}

### Пересечение с базовой окружностью
Грушевидная квартика
{\displaystyle x^{4}-2ax^{3}=-b^{2}y^{2};}

Отмечены точки пересечения квартик с базовой окружностью

всегда пересекается с базовой окружностью
{\displaystyle (x-a)^{2}+y^{2}=a^{2}}
в двух точках:
- на каспе {\displaystyle (0,\,0),}
- в вершине {\displaystyle (2a,\,0),}

и, кроме того, может пересекаться ещё в точках пересечения базовой прямой с базовой окружностью.
В итоге грушевидные квартики по точкам пересечения с базовой окружностью делятся на три вида (см. рисунок справа):
- при {\displaystyle 0<b<2a} имеем четыре точки пересечения: {\displaystyle (0,\,0),} {\displaystyle (2a,\,0)} и {\displaystyle (b,\,\pm {\sqrt {2ab-b^{2}}});}
- для пограничной квартики Бонне с {\displaystyle b=2a} две предыдущие точки пересечения {\displaystyle (b,\,\pm {\sqrt {2ab-b^{2}}})} сливаются с точкой {\displaystyle (2a,\,0),} остаются две точки пересечения: {\displaystyle (0,\,0)} и «тройная» {\displaystyle (2a,\,0);}
- при {\displaystyle b>2a} имеем две обычные точки пересечения: {\displaystyle (0,\,0)} и {\displaystyle (2a,\,0).}

### Кривизна и вершины

Показана кривая, на которой лежат вершины грушевидных квартик, и отмечены эти вершины

Показаны графики соответствующих функций кривизны и их экстремальные точки с кривой, на которой они лежат, а также показаны вершины квартик с.кривой, на которой они лежат

Грушевидная квартика
{\displaystyle x^{4}-2ax^{3}=-b^{2}y^{2}}

Показаны графики соответствующих функций ориентированной кривизны, отмечены их экстремальные точки и показана кривая, на которой лежат эти точки

всегда пересекается со своей осью симметрии
{\displaystyle y=0}
в двух вершинах в силу этой симметрии:
- на каспе {\displaystyle (0,\,0)} — бывшей вершине,
- в вершине {\displaystyle (2a,\,0),}

и, кроме того, может иметь ещё две вершины в точках, определяемых при помощи кривизны грушевидной квартики
{\displaystyle \kappa (x)={\frac {|y''|}{({\sqrt {1+y'^{2}}})^{3}}},}
а именно: в точках, в которых первая производная её кривизны, или ориентированной кривизны
{\displaystyle \kappa _{o}(x)={\frac {y''}{({\sqrt {1+y'^{2}}})^{3}}},}
равна нулю (см. графики функций кривизны на рисунке справа):
{\displaystyle {\frac {d\kappa _{o}(x)}{dx}}={\frac {d}{dx}}{\frac {y''}{({\sqrt {1+y'^{2}}})^{3}}}=}
{\displaystyle ={\frac {d}{dx}}{\frac {b^{2}(a(3a-2x)-2x(2a-x))}{{\sqrt {x}}\left({\sqrt {x(3a-2x)^{2}+b^{2}(2a-x)}}\right)^{3}}}=0.}
Введём новые переменные — блоки:
{\displaystyle p(x)=2a-x,\,} {\displaystyle p'(x)=-1,}
{\displaystyle q(x)=3a-2x,\,} {\displaystyle q'(x)=-2,}
{\displaystyle r(x)=2x^{2}-6ax+3a^{2},\,} {\displaystyle r'(x)=-2q(x),}
тогда
{\displaystyle y={\frac {x^{3/2}}{b}}{\sqrt {p}},\,} {\displaystyle y'={\frac {\sqrt {x}}{b}}{\frac {q}{\sqrt {p}}},\,} {\displaystyle y''={\frac {1}{b{\sqrt {x}}}}{\frac {r}{p^{3/2}}},}
{\displaystyle y'''={\frac {-3a^{3}}{bx^{3/2}p^{5/2}}},\,} {\displaystyle 1+y'^{2}={\frac {b^{2}p+q^{2}x}{b^{2}p}},}
и блочное уравнение производной ориентированной кривизны будет иметь следующий вид:
{\displaystyle \kappa _{o}'(x)=\left({\frac {y''}{(1+y'^{2})^{3/2}}}\right)'=}
{\displaystyle ={\frac {y'''}{(1+y'^{2})^{3/2}}}-{\frac {3y'y''^{2}}{(1+y'^{2})^{5/2}}}=}
{\displaystyle ={\frac {-3a^{3}(b^{2}p+q^{2}x)}{b^{3}x^{3/2}p^{7/2}(1+y'^{2})^{5/2}}}-{\frac {3q{\sqrt {x}}r^{2}}{b^{3}p^{7/2}x(1+y'^{2})^{5/2}}}=}
{\displaystyle =-3{\frac {a^{3}(b^{2}p+q^{2}x)+qr^{2}x}{b^{3}x^{3/2}p^{7/2}(1+y'^{2})^{5/2}}}=}
{\displaystyle =-3{\frac {(a^{3}(b^{2}p+q^{2}x)+qr^{2}x)(b^{2}p)^{5/2}}{b^{3}x^{3/2}p^{7/2}(b^{2}p+q^{2}x)^{5/2}}}=}
{\displaystyle =-3{\frac {(a^{3}b^{2}p+a^{3}q^{2}x+qr^{2}x)b^{2}}{px^{3/2}(b^{2}p+q^{2}x)^{5/2}}}.}
После упрощения:
{\displaystyle \kappa _{o}'(x)=-3{\frac {(a^{3}b^{2}+2qx(3a^{3}-xp^{2}))b^{2}}{x^{3/2}(b^{2}p+q^{2}x)^{5/2}}}.}
Полученной блочной неупрощённой формулы для кривизны досточно во многих случаях, но продолжим расчёт:
{\displaystyle \kappa _{o}'(x)=-3{\frac {(a^{3}b^{2}p+a^{3}q^{2}x+qr^{2}x)b^{2}}{px^{3/2}(b^{2}p+q^{2}x)^{5/2}}}=}
{\displaystyle =-3{\frac {(a^{3}b^{2}p+qx(a^{3}q+r^{2}))b^{2}}{px^{3/2}(b^{2}p+q^{2}x)^{5/2}}}.}
Найдём
{\displaystyle a^{3}q+r^{2}=}
{\displaystyle =a^{3}(3a-2x)+4x^{4}+36a^{2}x^{2}+9a^{4}-}
{\displaystyle {}-24ax^{3}+12a^{2}x^{2}-36a^{3}x=}
{\displaystyle =4x^{4}-24ax^{3}+48a^{2}x^{2}-38a^{3}x+12a^{4}=}
{\displaystyle =x^{2}(2x-4a)^{2}-8ax^{3}+32a^{2}x^{2}-38a^{3}x+12a^{4}=}
{\displaystyle =x^{2}(2x-4a)^{2}-2ax(2x-4a)^{2}-6a^{3}x+12a^{4}=}
{\displaystyle =x^{2}(4a-2x)^{2}-2ax(4a-2x)^{2}+3a^{3}(4a-2x)=}
{\displaystyle =2x^{2}p^{2}-4axp^{2}+6a^{3}p=}
{\displaystyle =2p(x^{2}p-2axp+3a^{3})=}
{\displaystyle =2p(3a^{3}-xp^{2}).}
Тогда
{\displaystyle \kappa _{o}'(x)=-3{\frac {(a^{3}b^{2}+2qx(3a^{3}-xp^{2}))b^{2}}{x^{3/2}(b^{2}p+q^{2}x)^{5/2}}}.}
Раскроем блоки, полностью вернёмся к переменным {\displaystyle x} и {\displaystyle a}:
{\displaystyle \kappa _{o}'(x)=-3{\frac {(a^{3}b^{2}+2(3a-2x)x(3a^{3}-x(2a-x)^{2}))b^{2}}{x^{3/2}(b^{2}(2a-x)+(3a-2x)^{2}x)^{5/2}}}.}
Найдём
{\displaystyle a^{3}b^{2}+2(3a-2x)x(3a^{3}-x(2a-x)^{2})=}
{\displaystyle =a^{3}b^{2}+2(3ax-2x^{2})(3a^{3}-4a^{2}x-x^{3}+4ax^{2})=}
{\displaystyle =a^{3}b^{2}+18a^{4}x-24a^{3}x^{2}+24a^{2}x^{3}-6ax^{4}-}
{\displaystyle {}-12a^{3}x^{2}+16a^{2}x^{3}-16ax^{4}+4x^{5}=}
{\displaystyle =4x^{5}-22ax^{4}+40a^{2}x^{3}-36a^{3}x^{2}+18a^{4}x+a^{3}b^{2},}
{\displaystyle b^{2}(2a-x)+(3a-2x)^{2}x=}
{\displaystyle 2ab^{2}-xb^{2}+4x^{3}-12ax^{2}+9a^{2}x=}
{\displaystyle 4x^{3}-12ax^{2}+(9a^{2}-b^{2})x+2ab^{2}.}
Тогда
{\displaystyle \kappa _{o}'(x)=-3{\frac {(4x^{5}-22ax^{4}+40a^{2}x^{3}-36a^{3}x^{2}+18a^{4}x+a^{3}b^{2})b^{2}}{x^{3/2}(4x^{3}-12ax^{2}+(9a^{2}-b^{2})x+2ab^{2})^{5/2}}}.}
Вершины грушевидных квартик могут быть в точках, в которых первая производная их ориентированной кривизны равна нулю:
{\displaystyle \kappa _{o}'(x)=0,}
то есть в точках
{\displaystyle a^{3}b^{2}+2qx(3a^{3}-xp^{2})=0.}
Отсюда получаем значения {\displaystyle b_{vertex},} которые соответствуют вершинам грушевидных квартик:
{\displaystyle b_{vertex}^{2}={\frac {2qx(xp^{2}-3a^{3})}{a^{3}}}=0,}
а также:
- из уравнения функции ориентированной кривизны

{\displaystyle \kappa _{o}(x)={\frac {b^{2}(a(3a-2x)-2x(2a-x))}{{\sqrt {x}}\left({\sqrt {x(3a-2x)^{2}+b^{2}(2a-x)}}\right)^{3}}}=0}
получаем уравнение кривой, на которой лежат точки экстремума функций ориентированной кривизны (см. рисунок справа вверху)
{\displaystyle \kappa _{o}(x)={\frac {b_{vertex}^{2}(a(3a-2x)-2x(2a-x))}{{\sqrt {x}}\left({\sqrt {x(3a-2x)^{2}+b_{vertex}^{2}(2a-x)}}\right)^{3}}}=0,}
а из уравнения грушевидной квартики
{\displaystyle x^{4}-2ax^{3}=-b^{2}y^{2}}
получаем уравнение кривой. на которой лежат вершины грушевидных квартик (см. рисунок справа)
{\displaystyle x^{4}-2ax^{3}=-b_{vertex}^{2}y^{2}.}
Деление на виды грушевидных квартик по вершинам основано на двух грушевидных квартиках, которые существенно отличаются от остальных:
- грушевидная квартика с {\displaystyle b\approx 3,46a}, у которой вместо трёх вершин справа — одна вершина, три вершины слились в одну (см. рисунки справа и справа вверху);
- грушевидная квартика с {\displaystyle b\approx 2,45a}, у которой экстремальная кривизна минимальна из всех экстремальных кривизн грушевидных квартик (см. рисунок справа).

В итоге грушевидные квартики по вершинам делятся на пять вида (см. рисунок справа):
1) при {\displaystyle 0<b\lessapprox 2,45a} имеем касп и три вершины, а также не минимальную экстремальную кривизну;
2) пограничная квартика с {\displaystyle b\approx 2,45a} имеет касп и три вершины, а также минимальную экстремальную кривизну;
3) при {\displaystyle 2,45a\lessapprox b\lessapprox 3,46a} имеем то же, что и при 1);
4) пограничная квартика с {\displaystyle b\approx 3,46a} имеет касп и одну тройную вершину, а также не минимальную экстремальную кривизну;
5) при {\displaystyle 3,46a\lessapprox b} имеем то же, что и при 4).

## Обобщения грушевидной квартики
Грушевидная квартика обобщается в двух направлениях произвольными степенями переменных:
- как замкнутая кривая — жемчужная кривая (англ. pearl curve) со следующим уравнением[14]:

{\displaystyle x^{s}(2a-x)^{r}=b^{p}y^{p},}
где {\displaystyle a>0,\,} {\displaystyle p=2n,\,} {\displaystyle s=2m-1,\,} {\displaystyle r=2l-1,\,} {\displaystyle n,m,l\in \mathbb {N} .} Грушевидная квартика получается при {\displaystyle p=2,\,} {\displaystyle s=3,\,} и {\displaystyle r=1.}
- как каплевидная кривая — оторвавшаяся капля (англ. teardrop curve) со следующим уравнением[15][16][17]:

{\displaystyle x^{s}(2a-x)^{r}=b^{2}y^{2}.}  Грушевидная квартика получается при {\displaystyle s=3,\,} и {\displaystyle r=1.}
- как обобщение двух предыдущих случаев — жемчужины Слюза (англ. pearls of de Sluze) со следующим уравнением[18]:

{\displaystyle x^{s}(2a-x)^{r}=b^{p}y^{p},}
с любыми параметрами.  Грушевидная квартика получается при {\displaystyle p=2,\,} {\displaystyle s=3,\,} и {\displaystyle r=1.}

Обобщения грушевидной квартики
Жемчужные кривые, в том числе грушевидная квартика
Оторвавшиеся капли, в том числе грушевидная квартика
Жемчужины Слюза, в том числе грушевидная квартика

Как антигиперболизм окружности грушевидная квартика обобщается произвольным расположением полюса вне окружности. В этом случае возникают две ветви антигиперболизма окружности.